# Van Harinxmabrug
De Van Harinxmabrug is een brug over het Van Harinxmakanaal in de Friese hoofdstad Leeuwarden.
In 1951 werd voor het nieuwe Van Harinxmakanaal aan de zuidzijde van de stad een  basculebrug met brugwachtershuisje gebouwd.
In 1984 werd begonnen met de verdubbeling van de brug. De tweede basculebrug kwam in 1986 gereed. Het brugwachterhuisje werd vervangen door een nieuw bouwwerk tussen de twee bruggen. 
De Van Harinxmabrug in de vierbaans Overijsselselaan aan de noordwestzijde van het dorp Goutum verbindt het centrum van de stad Leeuwarden met het zuidelijk gelegen Knooppunt Werpsterhoek.

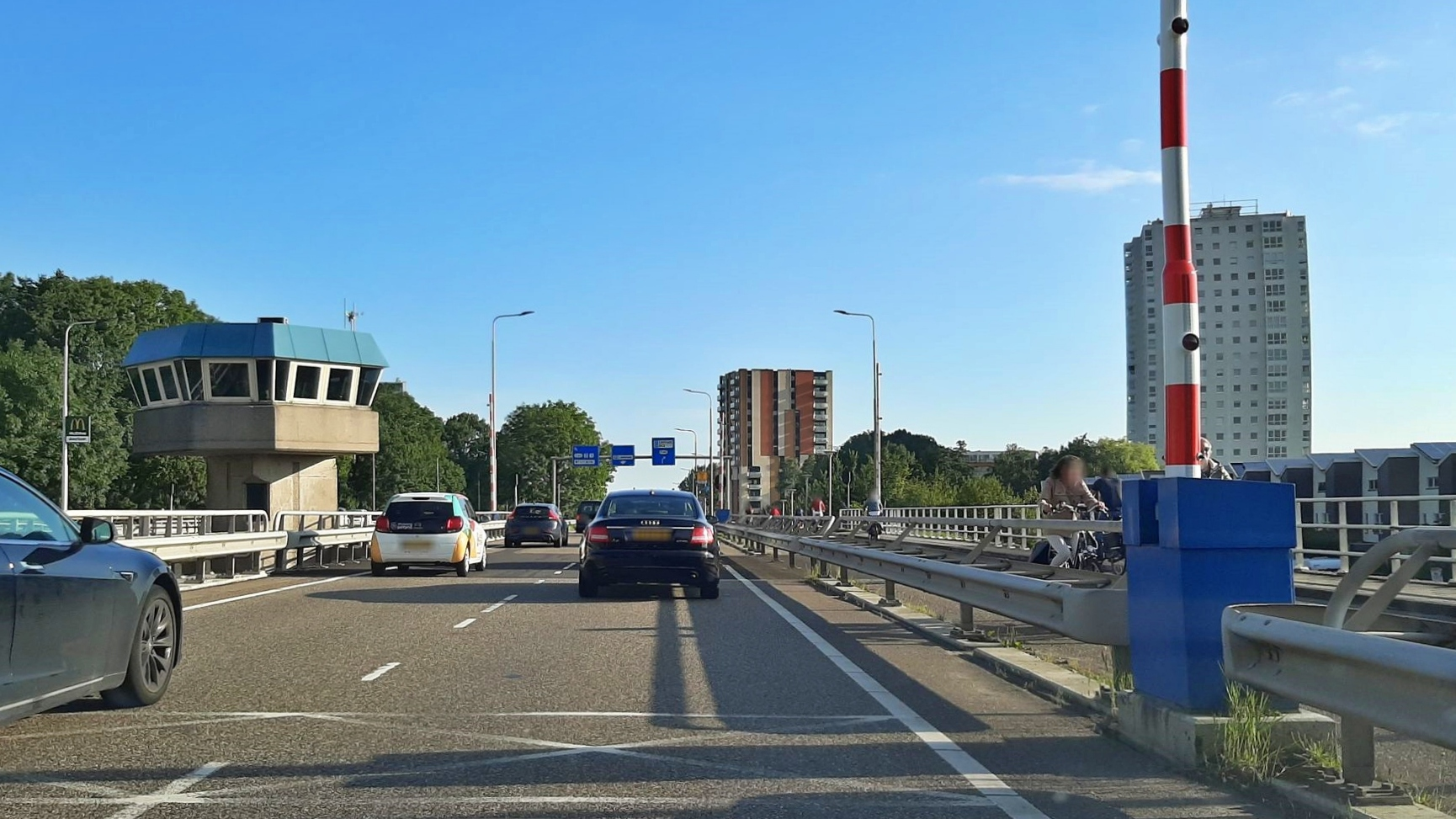
Van Harinxmabrug richting centrum